# 銅鑼灣站
銅鑼灣站（英語：Causeway Bay Station）是港鐵港島綫的鐵路車站，位於香港香港島灣仔區東角軒尼詩道與記利佐治街地底，於1985年5月31日啟用。

## 車站構造

### 樓層
| 分離式 · 開左邊车门 |  |                      |   |  |
|                     |  | 港島綫往柴灣（天后） | 1 |  |

| 分離式 · 開右邊车门 |   |                          |  |  |
|                     | 2 | 港島綫往堅尼地城（灣仔） |  |  |

### 大堂
銅鑼灣站共設有三個大堂，分別為位於銅鑼灣廣場第一期地底的西大堂，位於東角中心、金堡中心與黃金廣場地底的東大堂以及位於時代廣場地底的南大堂，並各設有售票機、八達通增值機、客務中心等設施。而三個大堂只有付費區通道連接。
而銅鑼灣站大堂內亦提供不同類型的商店以及自助服務設施等。另外，南大堂及東大堂的非付費區亦各設有港鐵「會員服務站」。
在互聯網服務上，現時銅鑼灣站大堂及月台均設有免費由電訊盈科提供的Wi-Fi熱點。同時，港鐵公司於西大堂的付費區內設有「iCentre」免費上網服務設施。
- 東大堂（2023年4月）
- 南大堂（2023年4月）
- 西大堂上層（2024年6月）
- 西大堂下層（2023年4月）

### 月台
銅鑼灣站設有兩個分離式月台，並以兩層的側疊式月台排列，當中1號月台（港島綫往柴灣）位於上層（L2層）；而2號月台（港島綫往堅尼地城）則位於下層（L5層），兩個月台並已裝設月台幕門。
- 1號月台（2021年5月）
- 2號月台（2021年5月）
- 月台層暗挖通道的地台及假天花曾進行翻新，改以白色為主調（2024年6月）

另外，車站至灣仔站之間設有一條渡綫，以便作特別的車務調動。

#### 連接西、南大堂及兩個月台的通道
值得注意的是，礙於地理及施工問題，車站西大堂被分為兩層。然而連接西大堂的扶手電梯位置與2號月台並非處於同一水平，乘客還要沿著斜道徒步方可到達2號月台。
另外，由於連接時代廣場的A出口與南大堂是通車後多年才興建，因此連接南大堂的行人隧道須遷就西大堂與位於下層的2號月台連接。也因為連接南大堂的行人隧道是位於兩個月台樓層之間，並打破以往地下車站「離站往上走，乘車往下走」的概念，故往返南大堂及位於上層的1號月台的乘客亦因此需要特别留意上落樓層。
由於連接2號月台及西、南大堂的行人通道過於陡斜，故港鐵公司亦官方建議有需要人士使用設有升降機設施的東大堂進出車站。

### 出入口
|                                                     |              | |      |
| 編號                                                | 指示         | 建議前往的目的地 | 圖片 |
| 南大堂                                              |              | |      |
| 出口 · A · 盲道标志 · 无障碍通道标志 · 扶手电梯标志 | 時代廣場     | 浸信會愛群社會服務處、華麗銅鑼灣酒店、銅鑼灣捐血站、香港銅鑼灣皇冠假日酒店、灣仔帝盛酒店／麗悅酒店、第一商業大廈、綠在跑馬地、跑馬地馬場、香港銅鑼灣智選假日酒店、香港足球會、香港專業教育學院摩理臣山分校、香港大球場、旭逸酒店（銅鑼灣）、利舞臺廣場、禮頓中心、麥理浩牙科中心／鄧志昂專科診療院、愛群道清真寺、簡悅酒店（銅鑼灣）、摩理臣山游泳池、希慎道壹號、2000年廣場、伊利沙伯體育館、紅十字會捐血站、救世軍、聖公會鄧肇堅中學、金朝陽中心、金朝陽中心二期-Midtown、南洋酒店、聖保祿中學、鄧肇堅醫院、鄧肇堅維多利亞官立中學、英皇駿景酒店、香港賽馬會總部大樓、香港管理專業協會、THE SHARP、香港銅鑼灣太平洋帆船酒店、時代廣場、V POINT、職業訓練局大樓、W Square、Zing! |      |
| 西大堂                                              |              | |      |
| 出口 · B                                            | 銅鑼灣廣場   | 銅鑼灣廣場第一期、永光商業大廈、永光中心、Loplus@Hennessy Serviced Apartments、銅鑼灣小巴站、電業城、維寶商業大廈、永倫立方 |      |
| 出口 · C · 盲道标志                                 | 信和廣場     | 凱聯、交通銀行大廈、銅鑼灣廣場第二期、銅鑼閣、中糧大廈、COMO COMO Causeway Bay、嘉富海景酒店、伊利莎伯大廈、君臨海域酒店、綠在灣仔、旭逸雅捷酒店（灣仔）、京都廣場、駱克駅、問月酒店、信和廣場、兆安廣場、香港愛護動物協會、The Hari Hotel、the L.Square、灣仔運動場、水上運動及康樂主題區、星網商務精品酒店 |      |
| 東大堂                                              |              | |      |
| 出口 · D · 1 · 盲道标志                             | 崇光百貨     | 東角、午炮、總統戲院、TOWER 535、世界貿易中心 |      |
| 出口 · D · 2                                        | 崇光百貨     | 東角中心、澳門逸園中心 |      |
| 出口 · D · 3                                        | 崇光百貨     | 崇光百貨 |      |
| 出口 · D · 4                                        | 崇光百貨     | 崇光百貨 |      |
| 往駱克道                                            |              | |      |
| 出口 · E                                            | 維多利亞公園 | 銅鑼灣地帶、銅鑼廣場、Fashion Walk、恒隆中心、金百利商場、翡翠明珠廣場、Sugar+、柏寧酒店、V causeway bay serviced apartments、維多利亞公園、皇室堡、安達人壽大樓 |      |
| 出口 · F · 1 · 盲道标志                             | 希慎廣場     | 亨環、京華中心、孔聖講堂、孔聖堂中學、中華基督教會公理堂/公理堂大樓、Cubus、裕景商業中心、黃金廣場、亨利中心、港大保良何鴻燊社區書院、香港中央圖書館、隆堡柏寧頓酒店、J Plus Hotel by Yoo、渣甸中心、Lanson Place Hotel、利園三期、利園四期、利園五期、利園六期、迷你酒店、曦巒、保良局、保良局歷史博物館、富豪香港酒店、活力避風塘主題區、香港珀麗酒店、兆基商業中心、南華體育會、聖馬利亞堂、聖保祿醫院、聖保祿學校、東華東院 |      |
| 出口 · F · 2                                        | 希慎廣場     | 希慎廣場、利園一期、利園二期 |      |
| 註： 設有 \| 設有 \| 設有扶手電梯                   |              | |      |

- 位於時代廣場地面的出入口，雖有「銅鑼灣站」的標示，但實際上此乃連接時代廣場B2層地庫商場的出入口，確實車站範圍以商場B2層近AAPE旁的扶手電梯為界（2012年6月）

## 歷史

地底集體運輸系統路線圖1967年建議方案。圖中「跑馬地」即現今的銅鑼灣站

### 命名及啟用
銅鑼灣站在規劃時原擬稱為「跑馬地站」（Valley Station），需要注意的是，車站實際上位於東角。從地理而言「銅鑼灣」原本為一處海灣，大約位於興發街、維園道及電氣道一帶，但原有的海灣已因多次填海而變成現今的維多利亞公園；過去維園周邊更設有銅鑼灣警署及銅鑼灣裁判司署，傳統上的銅鑼灣其實在現時的天后站附近，在規劃興建地鐵時銅鑼灣站本來也計劃選址於此，但正和香港很多地區一樣，也因為地區發展、鐵路站的命名及選址而影響周邊地區發展。對於很多遊客甚至香港人而言，現時已經很少人提起東角此地名。
車站於1985年5月31日隨港島綫通車而啟用，而車站東大堂承建商為Marples Ridgway－LTA聯營；而西大堂則由青木建設負責興建；另外位於渣甸街的F出口則由禮頓建築（亞洲）有限公司興建。

### 增建A出口及南大堂
在銅鑼灣站興建時，其實早已規劃於車站南面開設另一個車站出入口，方便乘客通往跑馬地馬場一帶，但基於興建難度問題，因此在1985年通車時，車站只設有東大堂及西大堂。
直到九龍倉落實於銅鑼灣電車廠舊址興建時代廣場，南大堂以及接駁月台的行人隧道同時興建，並在1994年伴隨時代廣場落成而啟用，而連接南大堂（時代廣場A出口）的行人通道由熊谷組負責興建。另外，南大堂上方設有緩衝層，而緩衝層上方則為時代廣場B2層商場。
在原來的規劃上，緩衝層是設有兩條直接的樓梯連接地面，出口分别位於羅素街（時代廣場鐘樓下）和勿地臣街（時代廣場近霎東街出入口，實際位置有以『地鐵宋』金屬字體標示『銅鑼灣站』並附有港鐵商標站牌），但考慮到人流走向，前地鐵公司與時代廣場改變原先規劃，並通過扶手電梯及樓梯將緩衝層人流先帶到B2層商場，再於B2層以三條扶手電梯連接地面。而原本的兩個出入口則被改為緊急出口用途，事實上這兩個出入口自建成以來從未被常規使用過。

### 增設希慎廣場出入口
為配合希慎廣場於2012年8月開幕，港鐵亦為車站增設F2出入口連接希慎廣場的B1層商場。

### 地下商店街（已擱置）
政府與港鐵公司曾研究《銅鑼灣站地下行人通道計劃》，擬擴建並翻新現有的東大堂，發展地下商店街，貫穿軒尼詩道以及怡和街一帶的地底。同時新大堂將興建5個新出入口，藉以疏導銅鑼灣區地面及車站大堂的繁忙人流，工程預計在2012年完工。工程完成後，原有的E出口將會被取消及拆卸。但直至2011年，計劃未能成事。而直到2019年，政府已經不再提及「地下街」計劃，換言之銅鑼灣地下街計劃相繼告吹。

### 地下行人通道
據《星島日報》在2008年10月的報導，政府計劃在全長約150米的勿地臣街地底（A出口）開闢一條行人通道，以打通港鐵銅鑼灣站至跑馬地馬場的「地下經脈」，以緩減前往跑馬地的市民在堅拿道人車爭路造成之傷亡個案。惟至今尚未成事。

### 反修例期間事件

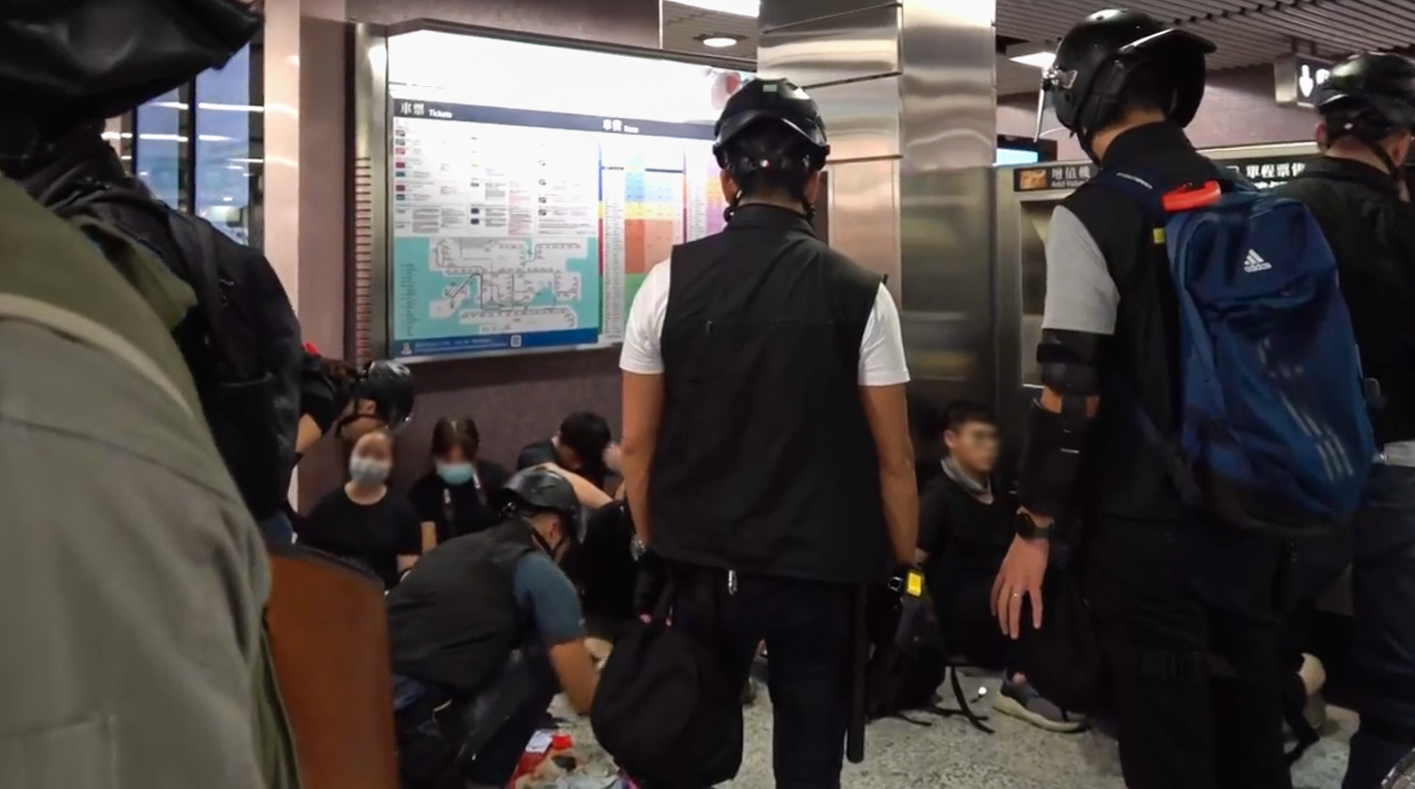
9月8日，多名示威者在車站大堂被捕

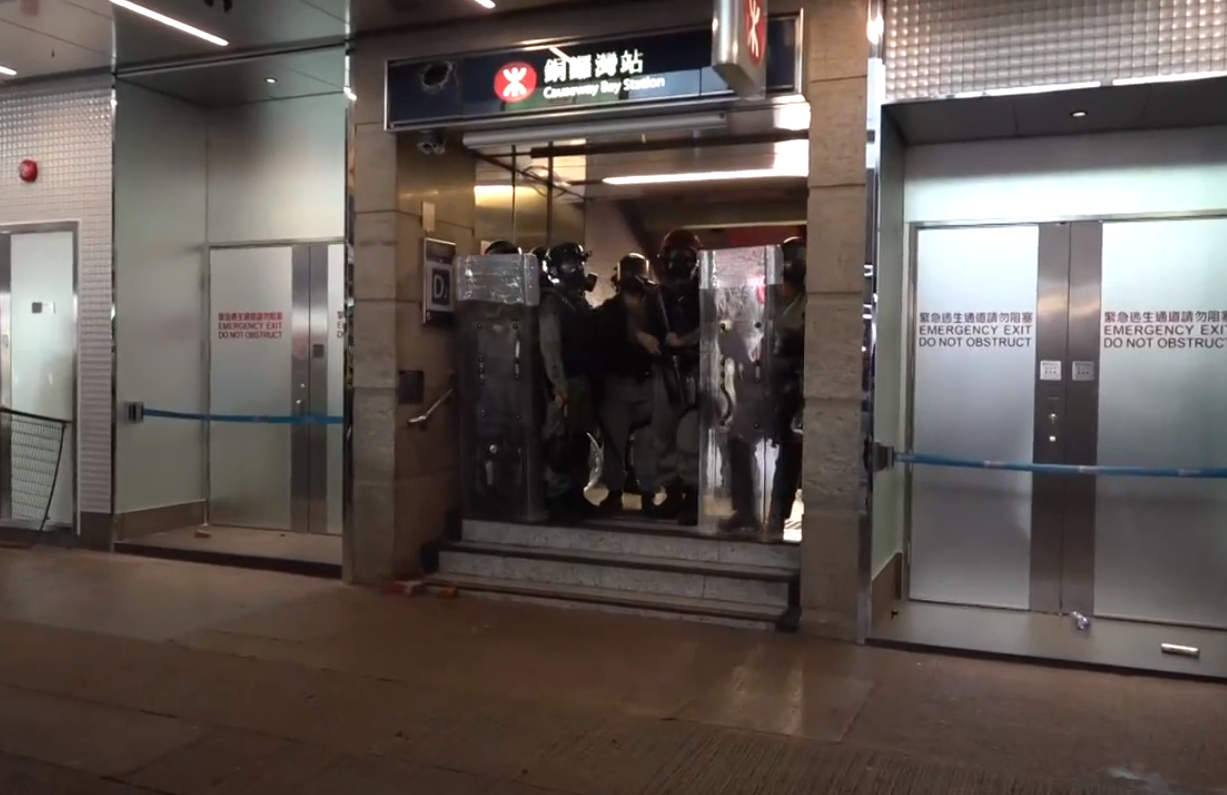
多名防暴警察在港鐵站D2出口多次發射催淚彈，彈殼在附近

2019年9月8日香港人權與民主祈禱會期間，有防暴警員在銅鑼灣站扶梯上拘捕示威者，至少有6人被捕。有人雙手被綁上索帶，亦有人後頸受傷，需要接受治理。

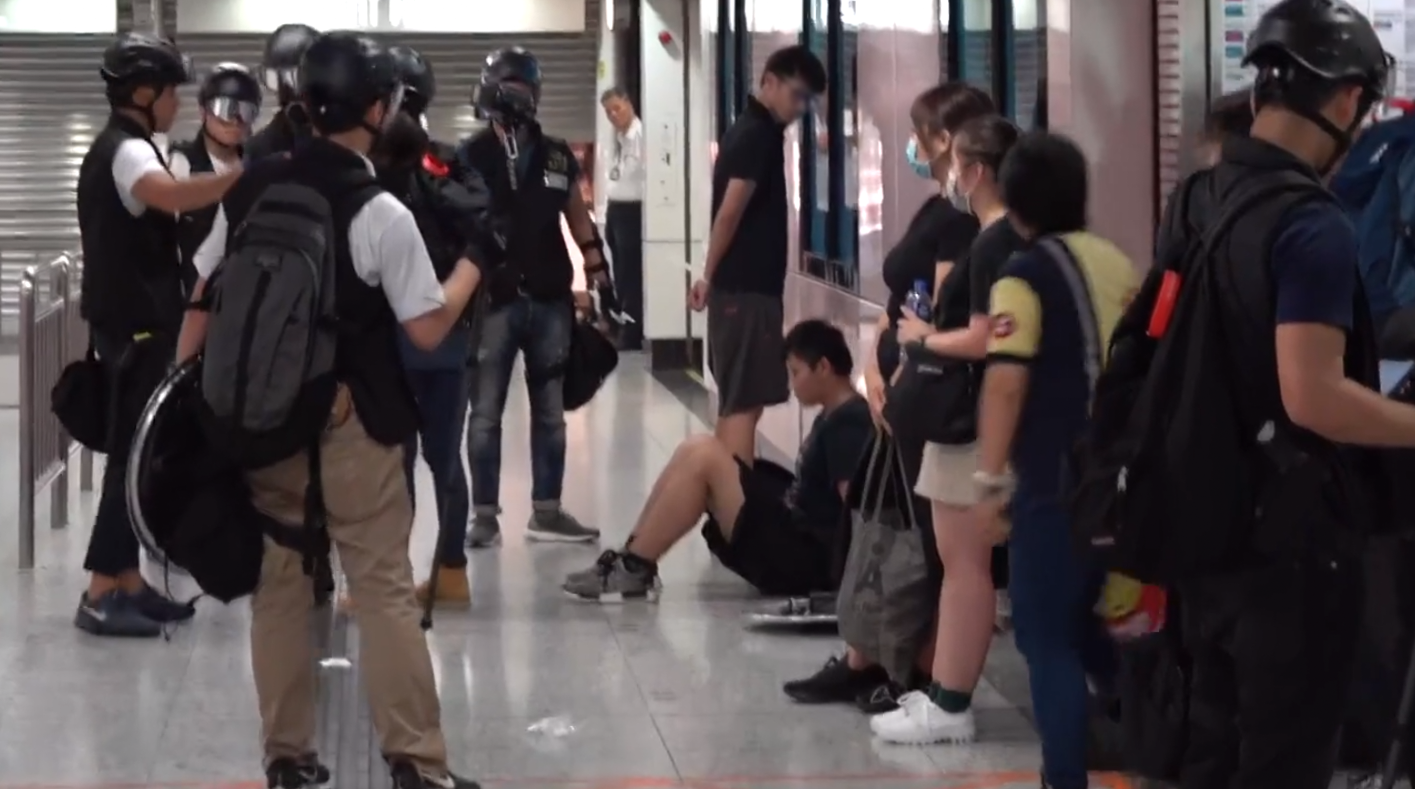
有人雙手被綁上索帶
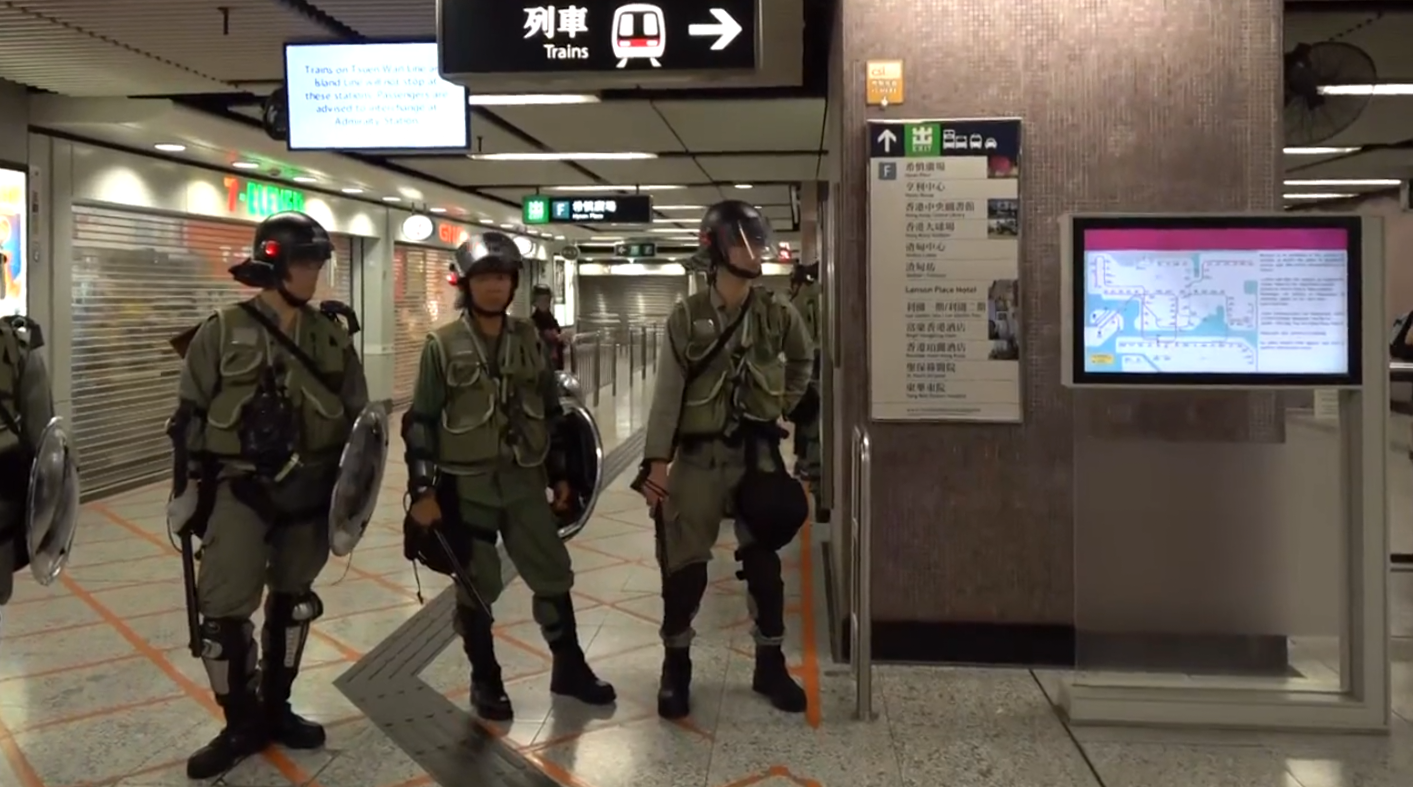
防暴警察在大堂戒備，並要求記者離開
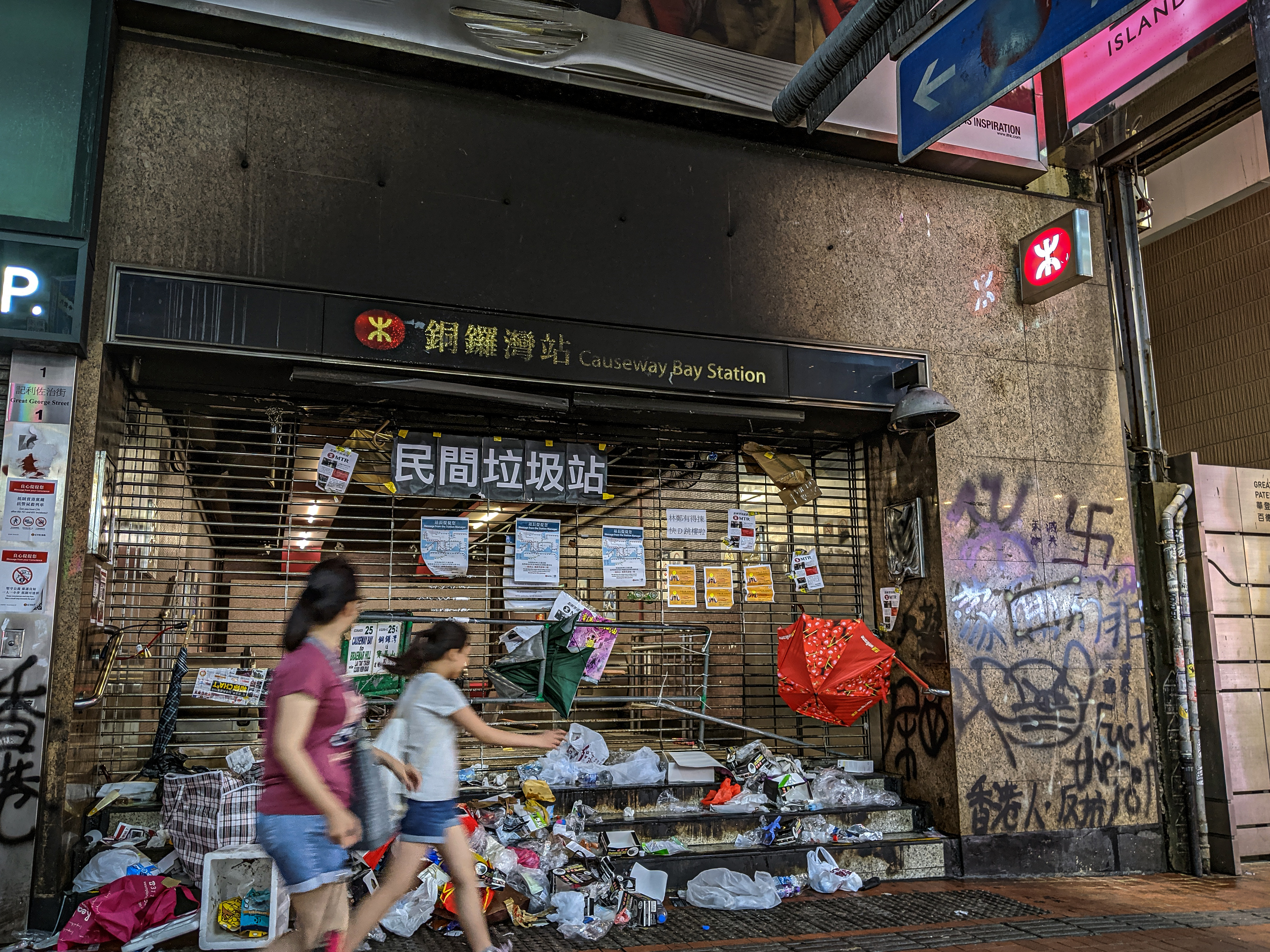
2019年10月6日，出口變成垃圾站
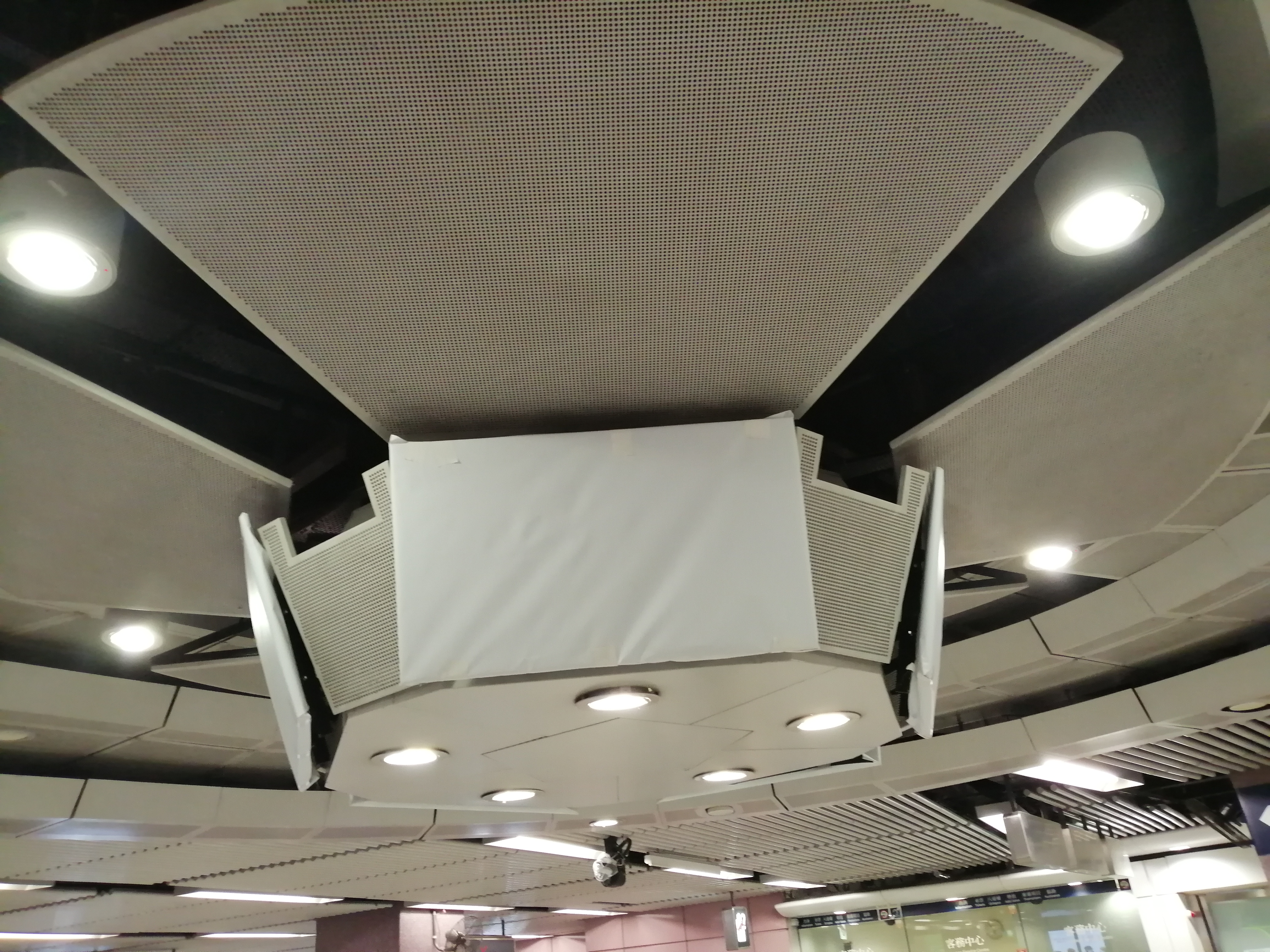
銅鑼灣站遭到破壞的環形電視
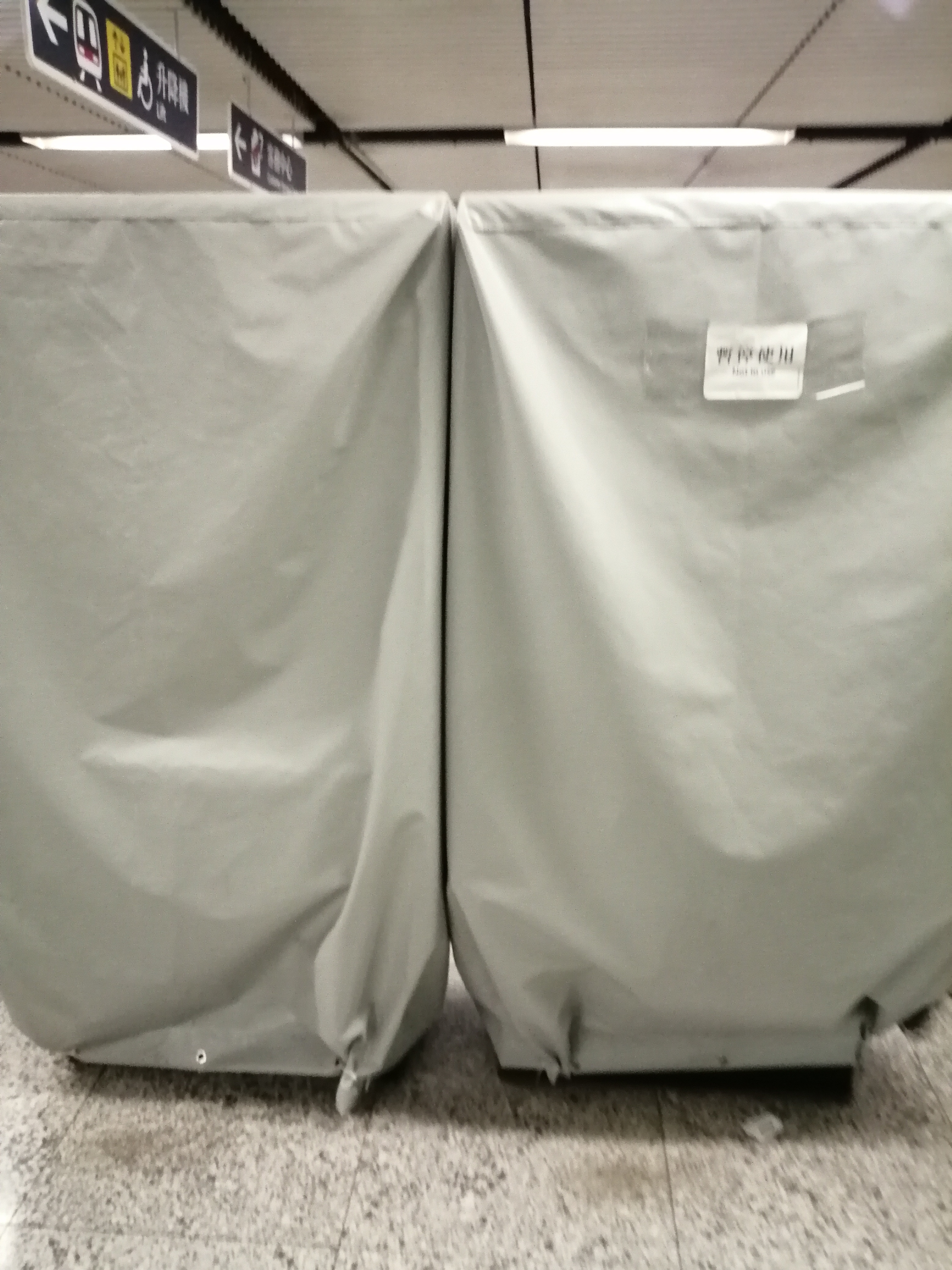
銅鑼灣站遭到破壞的售票機
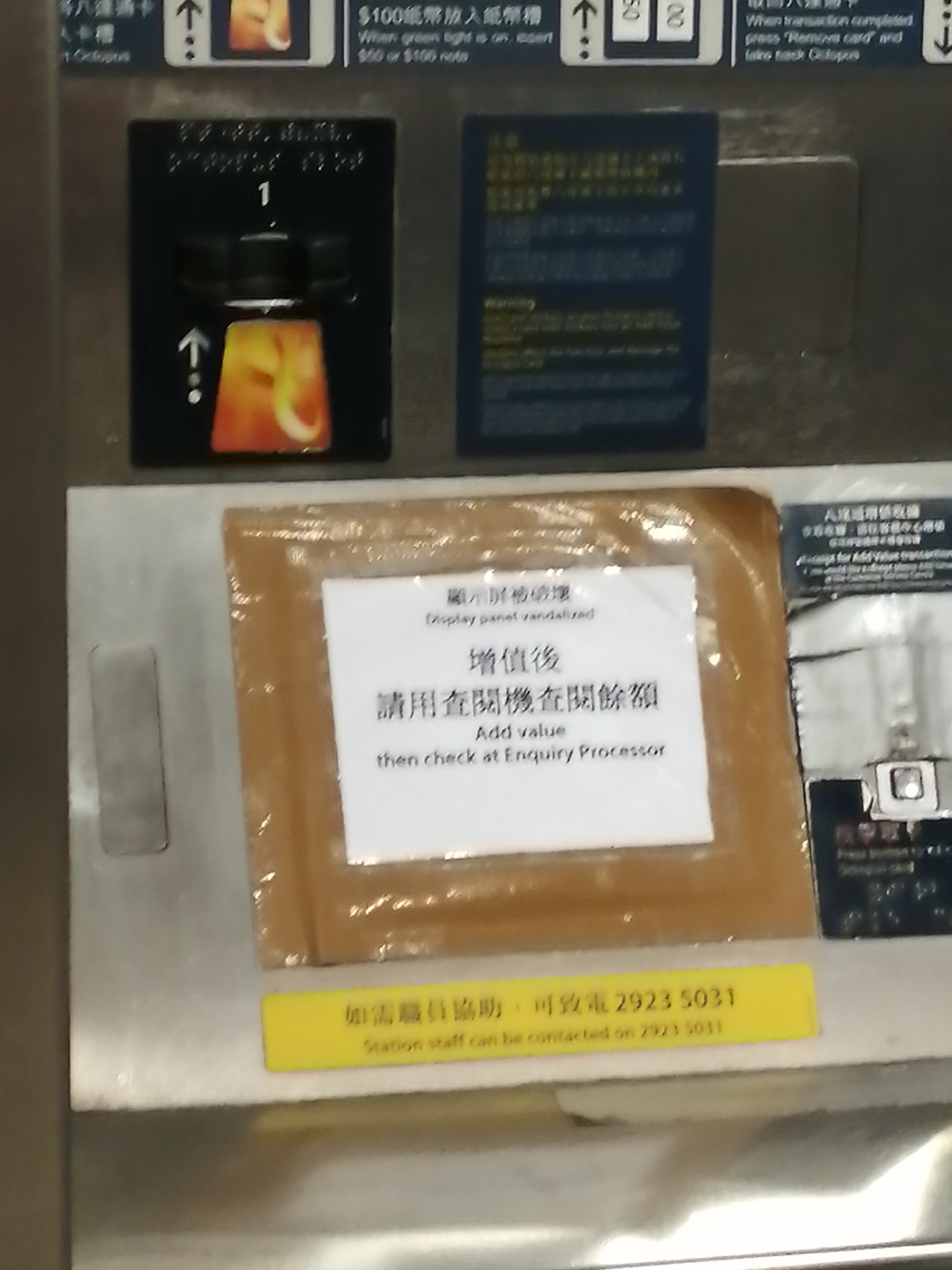
銅鑼灣站遭到破壞的增值機

### 事故
- 2021年12月2日晚上繁忙時間，一列往堅尼地城方向的港島綫列車於駛進銅鑼灣站2號月台時，因管道內有廣告燈箱的組件移位，當列車與廣告燈箱撞擊時有列車車門被撞至掉落路軌，事件中無人受傷[14][15][16]。其後事故調查報告指出由於路軌旁廣告燈箱未有鎖緊而引致事故發生。而在出事列車的前一班列車第3-8卡車身亦出現輕微刮痕[17]。

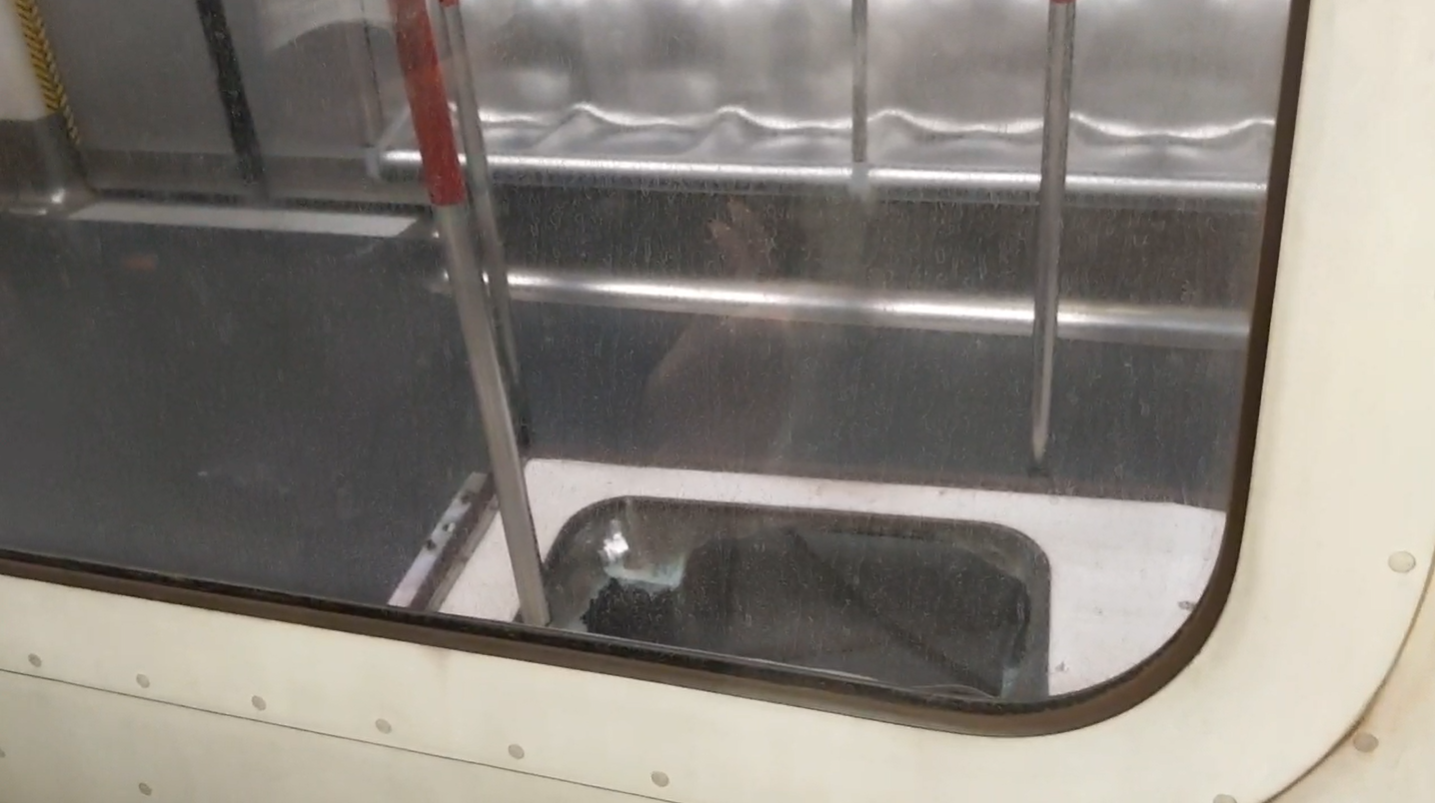
事故後被脫落的車門被放回到列車內
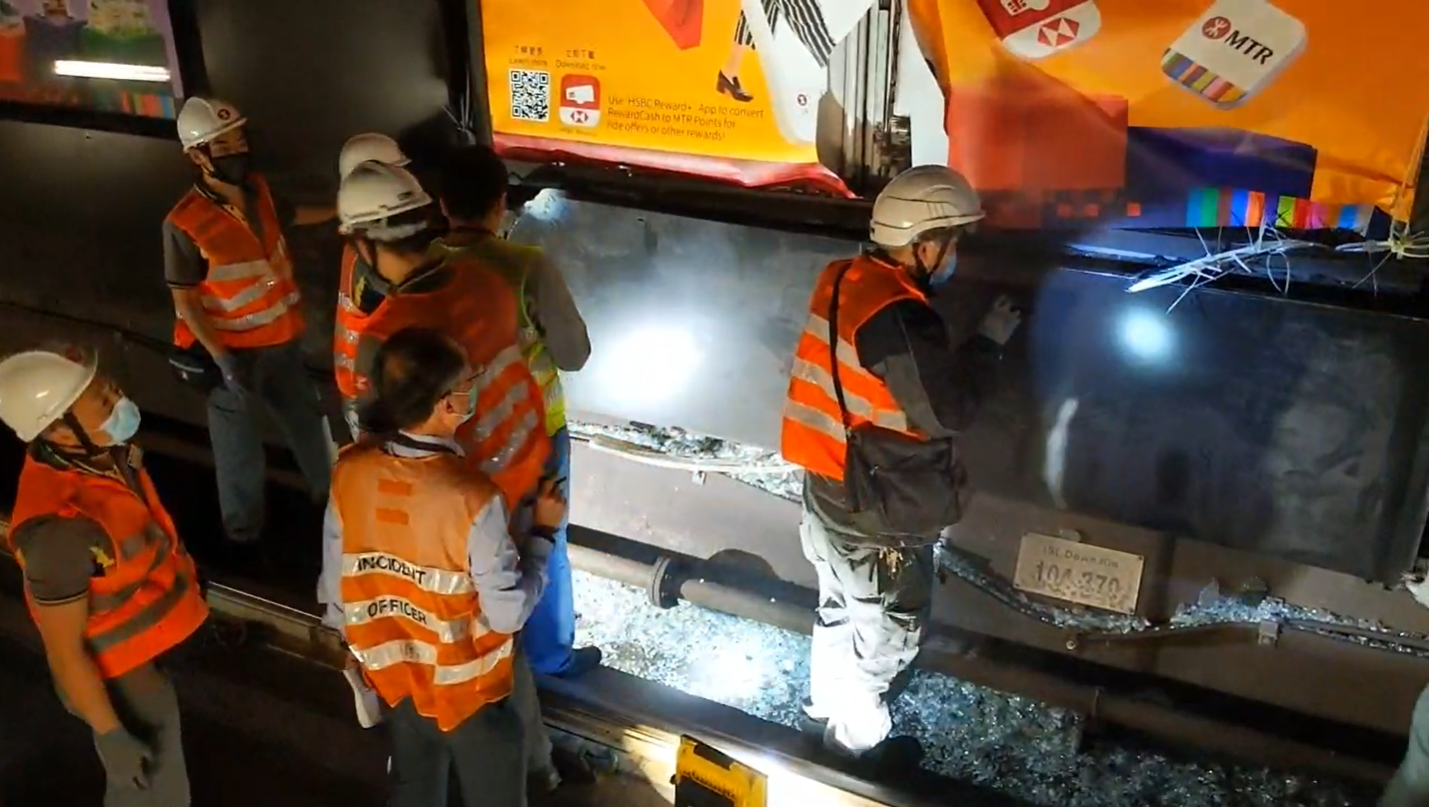
港鐵派出多名工作人員清理現場
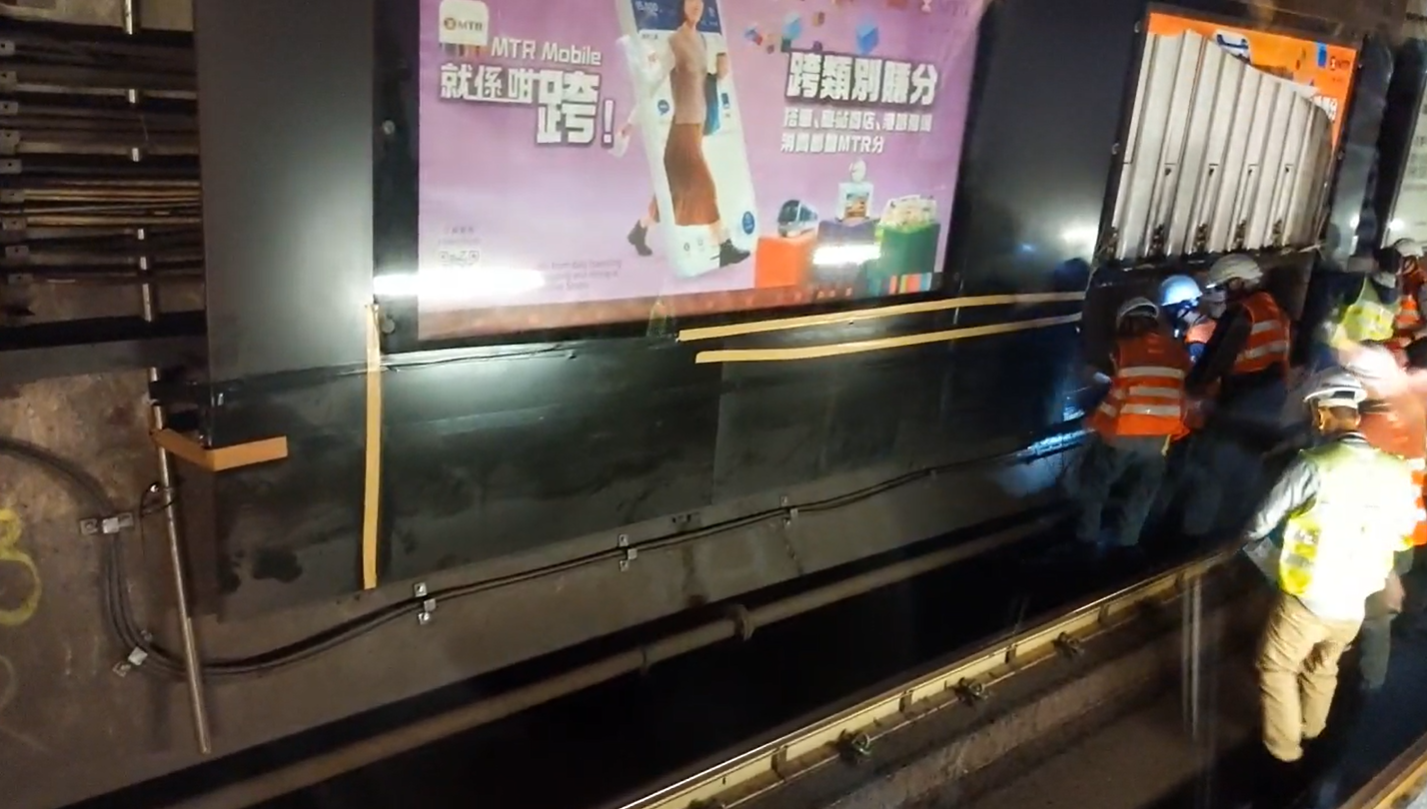
被撞擊的廣告燈箱暫時以膠紙保護

## 外部連結
- 港鐵公司－銅鑼灣站街道圖 （页面存档备份，存于）
- 港鐵公司－銅鑼灣站位置圖 （页面存档备份，存于）
- 港鐵公司－銅鑼灣站列車服務時間 （页面存档备份，存于）